# Танець недоумка
«Та́нець недóумка» — роман-фікшн Ілларіона Павлюка, опублікований у «Видавництві Старого Лева» 2019 року. Як й інші книги автора, написана російською. Переклад роману зробив Ростислав Мельників. Присвячена батькові Ілларіона Павлюка.

## Жанр
За жанром «Танець недоумка» — психологічний трилер-фікшн. Багато поціновувачів жанру фантастики розкритикували книгу. Проте, як зазначив сам автор, фантастика в романі — декорація, «щоб людина повірила в переліт до іншої галактики». Основний акцент же Ілларіон Павлюк зробив на психологічному аспекті в книзі — проблемі оживання людських страхів.
|                   | «Танець недоумка» — це психологічний триллер, бо я люблю копирсатися в тому, що приводить людей до певних вчинків. А вся історія з фантастикою, вона така… побіжна. |
| — Ілларіон Павлюк | |

## Сюжет
Наприкінці XXII століття космічний біолог Гіль Гіршевич намагається знайти роботу, але йому відмовляють через ймовірні психічні проблеми, зумовлені військовою службою. Крім того, йому загрожує розвиток спадкової генетичної хвороби (схожої на хворобу Гантінгтона), що призводить до швидкої деградації мозку. Несподівано Гіль отримує пропозицію роботи в приватній військовій компанії «Корпус конкістадорів». Він повинен взяти участь у колонізації планети Іш-Чель, розташованої в Малій Магеллановій Хмарі. Політ туди триватиме 20 років (але для пасажирів зорельота буде миттєвим), виплати за трирічну місію, незалежно від успіху, досить великі, щоб дружина Віра та дочка Ельза жили безбідно. Гіль погоджується полетіти на Іш-Чель з родиною, попри зустріч із Джохаром, який покинув «Корпус конкістадорів» через цинізм організації.
Прибувши на планету, Гіль з дружиною та дочкою оселяються в укріпленому місті. Іш-Чель схожа на Землю, але її істоти мають іншу будову білків. Тому місцеві та земні істоти взаємно неїстівні. Крім того, там немає гнилісних бактерій. Під час експедиції за стіни міста Гіль бере участь у збиранні пилку велетенської квітки, що лікує навіть найважчі травми та хвороби. «Конкістадори» користуються цим пилком, щоб посилюватися для підпільних гладіаторських боїв. Керівництво закриває очі на його вживання, ставлячи понад усе успіх колонізації. Гіль розуміє, що пилок — це наркотик, і бачить згубні наслідки відмови від нього в товариша Алекса. Проте колега Ірма наполегливо пропонує Гілю приймати наркотик. Віра підозрює, що чоловік зраджує їй з Ірмою. Невдовзі божеволіє Окамура і його застрелюють. Потім Гіль з Ірмою таємно знаходять його спотвореним у шпиталі і Гіль убиває Окамуру ще раз.
Гіль дізнається, що Віра теж приймає пилок. Ірма натомість демонструє докази, що пилок вилікував її від раку мозку. Окамура несподівано повертається і поводиться, ніби нічого не сталося. Гіль задумується над тим, щоб теж прийняти пилок.
Ірма показує Гілю сховане в лісі покинуте місто невідомої цивілізації. Але там обох переслідують місцеві хижаки і Гіль наважується прийняти пилок, щоб вижити. Ірма показує таємне сховище, де зберігаються трупи учасників першого польоту на Іш-Чель. Кожен загиблий виявляється в декількох копіях. Серед них є полковник Нейтан Гоґ, який має татуювання з написом «Only God Judge Me». Ірма зізнається, що була учасницею першої висадки на планету, але всі, крім неї, загинули. Ірму покинули, та вона лягла в анабіозну капсулу, де проспала 60 років до прибуття наступної команди. Гіль розуміє, що «Корпус конкістадорів» прагне використати пилок для створення непереможної армії. Як пояснює Ірма, місцева природа пронизана величезною грибницею, що розчиняє трупи і створює копії померлих — як точних двійників, так і спотворених, які слугують плодовими тілами. Ця ж грибниця є джерелом пилку. Командирка Ніколь Вандлик, учасниця першої команди, насправді втекла з планети зі зразком пилку, але повернулася, бо він не діяв за межами Іш-Чель.
Після втечі з дослідницького комплексу в покинутому місті Гіль отямлюється в оточенні невідомих людей. Він пригадує, як, зайшовши в свою квартиру, виявив там кокон, у якому росте копія Віри. Він вирішив піклуватися про копію, як про справжню дружину. Ірма пояснила йому, що поширює пилок задля того, щоб зменшити смертність і не дозволити грибниці створювати більше двійників. Вандлик допитує Гіля, щоб дізнатися, де він сховав арсенал, але Гіль не може пригадати. Зброя потрібна, бо місцеві тварини атакують колонію, через що готується евакуація на зореліт. Як пояснює Вандлик, планета матеріалізує найгірші очікування.
Гіль, Ірма та Алекс вибираються з наповненого дикими тваринами міста. Гіль знаходить дочку, але втрачає руку, яка потім відростає внаслідок дії пилку, хоча раніше такого не спостерігалося. Тоді Ірма зізнається, що це вже не справжній Гіль, а двійник. Грибниця через його вроджену хворобу скопіювала свідомість Гіля після загибелі в нове тіло, тож він тепер поєднує розум і регенерацію. Ірма згадує сни Гіля, виявляється, вона теж копія, під'єднана до грибниці, а отже і всіх двійників. Грибниця колись боролася проти місцевої цивілізації та поглинула її знання, однак, не змогла опанувати технології. Для поширення Всесвітом їй потрібні люди, яким вона в обмін на зорельоти дасть вічне життя.
Гіль, Ельза та Алекс дістаються до шатла та прилітають на зореліт, де переконують екіпаж забрати вцілілих з планети. Вандлик гине при обороні міста.
Гіль з дочкою повертається в сонячну систему та зближується з Ірмою, яка піклується про Ельзу. Його нове тіло виявляється цілком здоровим, за винятком доброякісного утворення з тканини, характерної для грибів, яке успішно видаляють. Один із конкістадорів демонструє татуювання зі словами «Only God Judge Me», які йому наснилися. Це натякає на те, що грибниці вдалося прибути у сонячну систему.

## Головні персонажі
- Гіль (Гілель) Гіршевич — головний герой роману, космічний біолог.
- Віра — дружина Гіля.
- Ельза — дочка Гіля й Віри.
- Ірма — біолог, разом із Гілем досліджує таємниці Іш-Чель.
- Ніколь Вандлик — офіцер контролю на Іш-Чель. Це залізна леді, спеціалістка найвищого класу, майстерно стріляє, інколи жорстока й цинічна, проте розумна й прониклива жінка[4].

## Сприйняття
Павло Чуйкін на сайті ITC.ua відгукнувся, що «Танець недоумка» — це поєднання ідей «Чужого», «Зоряного десанту», «Соляріса», «Пандорума» й фільмів Девіда Кроненберга і Dead Space. Книга чудово використовує класичні теми наукової фантастики, подаючи їх дуже кінематографічно. Гіль — не типовий протагоніст, він обурює та дивує вчинками, але в його діях завжди є логіка, хоча й підкорена страхам і подвійним стандартам. Попри все «Танець недоумка» читається швидко та захопливо, а фінал книги доволі щасливий.
Софія Філоненко у своїй рецензії на книгу на Бі-Бі-Сі Україна зауважує, що планетарний дискурс у романі — лише фон, за допомогою якого Ілларіон Павлюк окреслює низку філософсько-психологічних проблем. Автор говорить із читачами про реальність і фантоми, про дитячі травми та екзистенційні страхи, про здатність людини долати ворожі обставини й перевершувати саму себе.
Артур Дронь акцентує на одній із наскрізних тем книги — темі страху. Таємнича планета здатна породжувати втілення найглибших страхів. Вони в романі паралізують мозок людини. У своїй рецензії Артур Дронь зауважує, що головний герой книги намагається «перетанцювати страх».

## Відгуки
|             | Це бойовик, це пригоди, це Гай Річі, Індіана Джонс, «Муха» і «Стар Трек», це «Матриця» і «Екзистенція». Коли ти думаєш, що вже знаєш, чим все закінчиться, а потім отримуєш порцію зламів сюжету, які спочатку руйнують твою версію протилежною, потім підтверджують її схожою, а тоді сюжет іде в якомусь третьому напрямку. Коли ти лягаєш спати і береш читати книгу «перед сном». А приходиш до тями о 4-й ранку від того, що заніміла шия і ти все ще читаєш. Раджу. Це — Фантастика! Хороша фантастика! |
| — Майкл Щур | |

|                  | Ілларіон Павлюк зробив це знову: взявся за не надто популярний в українській літературі жанр (цього разу йдеться про наукову фантастику) — і створив у ньому книжку-подію, принагідно модифікувавши сам канон жанру. |
| — Михайло Бриних | |

## Цитати
|  | Я хочу побути на самоті. Ні. Ти хочеш закінчити розмову з самим собою, адже досі не вирішив. |

|  | Тиші не люблять ті, кому страшно наодинці зі своїми думками… |

|  | Страх — це кокаїн, — раптом зринає в пам'яті фраза, вимовлена голосом Вандлик. — І ти підсів, хлопче. Міцно підсів. |

|  | Страх — це кокаїн. Він робить глухим до аргументів розуму, і ти бачиш тільки те, що боїшся побачити. |

|  | Свою химеру можна вбити… |

## Нагороди
Роман увійшов до короткого списку в номінації «Книга року ВВС — 2019».